# Roots (The Everly Brothers)
Roots è un album in studio del duo musicale statunitense The Everly Brothers, pubblicato nel 1968.

## Tracce
Side 1
1. The Introduction: The Everly Family (1952) – 1:11
2. Mama Tried (Merle Haggard) – 2:18
3. Less of Me (Glen Campbell) – 3:03
4. T for Texas (Jimmie Rodgers) – 3:31
5. I Wonder If I Care as Much (Don Everly, Phil Everly) – 2:59
6. Ventura Boulevard (Ron Elliott) – 2:50
7. Shady Grov (P. O. Wandz; cred. Jacquie Ertel, Venetia Everly) – 2:31

Side 2
1. Illinois (Randy Newman) – 2:12
2. Living Too Close to the Ground (Terry Slater) – 2:16
3. You Done Me Wrong (George Jones, Ray Price) – 2:16
4. Turn Around (Ron Elliott) – 2:47
5. Sing Me Back Home (Merle Haggard) – 5:18
6. Montage: The Everly Family (1952)/Shady Grove/Kentucky (Terry Slater, Karl Davis) – 2:43

## Formazione
- Don Everly – chitarra, voce
- Phil Everly – chitarra, voce